# Murraya alternans
Murraya alternans är en vinruteväxtart som först beskrevs av Wilhelm Sulpiz Kurz, och fick sitt nu gällande namn av Walter Tennyson Swingle. Murraya alternans ingår i släktet Murraya och familjen vinruteväxter. Inga underarter finns listade i Catalogue of Life.